# Ness (mythologie)
Pour les articles homonymes, voir Ness.
Dans la mythologie celtique irlandaise, Ness est connue comme une reine guerrière d’Ulster, son nom signifie « la belette ». Elle est la fille d’Eochaid Sálbuide roi d'Ulaid.

## Mythologie
Le roi d'Ulaid Eochaid avait une fille gentille et douce nommée Assa à qui, il avait donné douze tuteurs. Un jour, les tuteurs sont attaqués et tués par un druide guerrier Cathbad. Seule la jeune fille réussit à s'échapper. Elle demande à son père de la venger, mais ce dernier lui dit qu'ignorant le nom du coupable il ne peut satisfaire à sa demande. Assa entre alors dans une terrible colère et est désormais nommé Ness (génitif:Nessa) (i.e la Belette).
Un jour Cathbad la surprend nue en train de se baigner et en profite pour lui voler ses vêtements et ses armes. Il lui propose un marché, elle aura la vie sauve si elle accepte trois conditions : la paix, l’amitié et le mariage temporaire . Le mariage sera provisoire, mais ils auront deux enfants : Conchobar Mac Nessa, futur roi d’Ulster, et une fille, Findchóem qui sera l’épouse d’Amorgen.
Par la suite, elle épouse le roi Fergus Mac Roeg et obtient de lui pour Conchobar, le trône pour une durée d’un an. L’année écoulée, les Ulates (habitants d’Ulster) ne veulent plus de Fergus et conservent Conchobar comme roi.